# Kristianstad
Kristianstad (que significa en sueco «ciudad de Christian») es una ciudad de Escania, capital del municipio de Kristianstad, Suecia. Fue fundada en 1614 y llamada así por su fundador, el rey Christian IV de Dinamarca. Tiene una superficie de 17,69 km² y una población de 35 711 habitantes.

## Historia
La ciudad fue fundada en 1614 por el rey Christian IV de Dinamarca como una ciudad planificada después de la quema de Vä y moviendo los derechos de ciudad de la vecina ciudad de Sölvesborg. El propósito de la ciudad era proteger la mitad oriental de la provincia danesa de Escania contra cualquier incursión futura de Suecia, y ser un símbolo del poder de Christian. En una de estas incursiones habían saqueado la ciudad cercana de Vä en 1612. Vä entonces perdió sus privilegios y la gente se trasladó a la nueva ciudad, mejor fortificada. El rey también fundó la ciudad de Christianopel en el este de Blekinge con un propósito similar.
La construcción de las ciudades era un gran proyecto de prestigio para el rey, y la iglesia de Kristianstad (danés: Trefoldighedskirken; sueco: Heliga Trefaldighetskyrkan) es considerado por muchos como uno de los más bellos edificios construidos por el rey Christian IV o, incluso, la iglesia renacentista más bella del norte de Europa. También en Kristianstad el urbanismo del Renacimiento pudo establecerse por primera vez desde la fundación de la ciudad. Esto hace que el centro de la ciudad de Kristianstad esté hoy excepcionalmente bien cuidado y sea fácil para moverse.
Pylyp Orlyk después de 1709 fue elegido como Hetman en el exilio por los cosacos y el rey sueco Carlos XII. Durante su estadía en Bender, Orlyk escribió una de las primeras constituciones de Europa. Esta Constitución de Pylyp Orlyk fue confirmada por Carlos XII y lo nombra protector de Ucrania. Después de 1714 Orlyk, ahora junto con varios cosacos, siguió al rey Carlos XII a Suecia. Orlyk con su familia y unos 40 cosacos llegaron a Ystad, Suecia a finales de noviembre de 1715. Después de algunos meses en Ystad vivieron en la ciudad de Kristianstad por algunos años. Orlyk escribió numerosas proclamas y ensayos sobre Ucrania incluida la Constitución de 1710 de Pylyp Orlyk.
La ciudad fue la capital del condado de Kristianstad entre 1719 y 1997. En la actualidad alberga la administración del Consejo Regional de Escania. Durante mucho tiempo Kristianstad fue una ciudad de guarnición muy importante. Uno de los tribunales de Suecia de apelación se encontraba en Kristianstad, antes de ser trasladado a Malmö en 1917.

## Escudo de armas
El escudo de armas de la ciudad representa a dos leones que sostienen la insignia coronada del rey Christian IV. El escudo de armas fue modificado ligeramente después de la toma de posesión sueca tras el Tratado de Roskilde de 1658, donde el tercio oriental de Dinamarca fue cedido a Suecia. El escudo de armas es muy similar al de la antigua ciudad de Christianopel en el este de Blekinge, una ciudad fundada por Christian IV. Desde 1971, el escudo de armas es utilizado por Kristianstad (Municipio). El escudo de armas de Kristianstad es uno de los pocos escudos en el mundo que representa el escudo de armas de una reina o rey extranjero.

## Geografía
El punto más bajo de Suecia, a 2,41 metros por debajo del nivel del mar, está situado en Kristianstad. Debido a esto, las partes de la ciudad tienen que ser protegidas de las inundaciones por un sistema de diques y bombas de agua. Para ampliar la ciudad, grandes extensiones de humedales bajas han tenido que ser amuralladas. Para evitar las inundaciones, los diques existentes están en proceso de ser reforzados y los nuevos diques de Helge y Hammarsjön ya están en construcción. Un sistema extensivo de estanques y presas se encuentran en construcción. La amenaza de las inundaciones se convirtió sustancial durante finales del invierno de 2002, cuando la mayor parte de Tivoliparken estaba bajo el agua. Sin embargo, los humedales de la ciudad están empezando a ser considerados un recurso valioso, en parte gracias a la creación del llamado "reino del Agua" (Vattenriket).

## Medio ambiente
Kristianstad ha cruzado por un umbral de vital importancia, ya que la ciudad y el condado adyacente, con una población de 80.000 habitantes, no usa prácticamente petróleo, gas natural o carbón para calentar los hogares y las empresas, incluso en los inviernos fríos. Se trata de un cambio absoluto comparado con la situación hace 20 años, cuando toda la energía para calefacción provenía de combustibles fósiles.

## Industria
Absolut Vodka, propiedad de V & S Group, se produce en la ciudad de Åhus, situada dentro del municipio. Kristianstad fue la principal sede militar en Escania durante mucho tiempo, aumentando los campamentos militares y entrenamientos. Después de las reformas y los recortes militares de la década de 1990 todas están cerradas.

## Cultura
La industria cinematográfica sueca (Svensk Filmindustri) inició sus actividades en Kristianstad en la década de 1910, antes de trasladarse a Estocolmo en 1920.

## Eventos
En julio de 2011 se celebró el evento conocido mundialmente como WSJ (World Scout Jamboree). Fue la vigésima segunda edición de este evento al que acudió, entre muchos otros, el rey de Suecia.
El Jamboree Scout Mundial 2011 se llevó a cabo cerca de Rinkaby en el municipio de Kristianstad.

## Ciudadanos ilustres

### Nacidos en Kristianstad
- Louis De Geer, Primer ministro de Suecia.
- Magnus Colcord Heurlin, artista.
- Ingeman Arbnor, economista.
- Fredrik Book, autor.
- Bror Erik Friberg, Juez del Tribunal de Evaluación, Nueva Zelanda, 1877.
- Ann-Louise Hanson, cantante.
- Bo Lundgren, político.
- Åke Ohlmarks, escritor.
- Johan Christopher Toll, soldado.
- Carl Ludvig Trägårdh Artista.
- Lisa Norden, triatleta profesional, olímpico de 2008 y 2012, medallista de plata olímpica.
- Kosovare Asllani, futbolista; jugó en equipos como PSG, Manchester City o CD Tacón (futuro Real Madrid femenino) y fue medalla de bronce en el Mundial Femenino Francia 2019.

## Ciudades hermanadas
- Siauliai, Lituania
- Espoo, Finlandia
- Køge, Dinamarca
- Rendsburg, Alemania
- Skagafjörður, Islandia
- Budafok, Hungría
- Koszalin, Polonia
- Ayamonte, España